# Spaningsregistret
Polisens allmänna spaningsregister ("Spaningsregistret" eller Allmänna spaningsprotokollet, ASP) är ett svenskt register som Rikspolisstyrelsen för enligt lag (2010:362) för att behandla personuppgifter som framkommit i polisens brottsbekämpande verksamhet.
Enligt Datainspektionen är registret extra integritetskänsligt för att kraven för att registrera uppgifter är låga och för att även personer som inte är misstänkta för brott får registreras.
År 2014 fanns det 100 000 personer registrerade som "misstänkta" samt ett okänt antal andra registrerade som "kringpersoner", vilket omfattar personer som har haft kontakt med de misstänkta. I registret finns även registreringar grupperade i kategorier som "kringresande", "romer", "zigenare" och "rasister".